# Iglesia de la Asunción (Museros)
La iglesia parroquial de la Asunción es un templo católico situado en el municipio de Museros de la comarca de la Huerta Norte en la Comunidad Valenciana, datado del siglo XVIII. Está catalogada como Bien de Relevancia Local, con número de anotación 	
46.13.177-001, según la Disposición Adicional Quinta de la Ley 5/2007, de 9 de febrero, de la Generalitat, de modificación de la Ley 4/1998, de 11 de junio, del Patrimonio Cultural Valenciano (DOCV Núm. 5.449 / 13/02/2007)

## Campanario y campanas

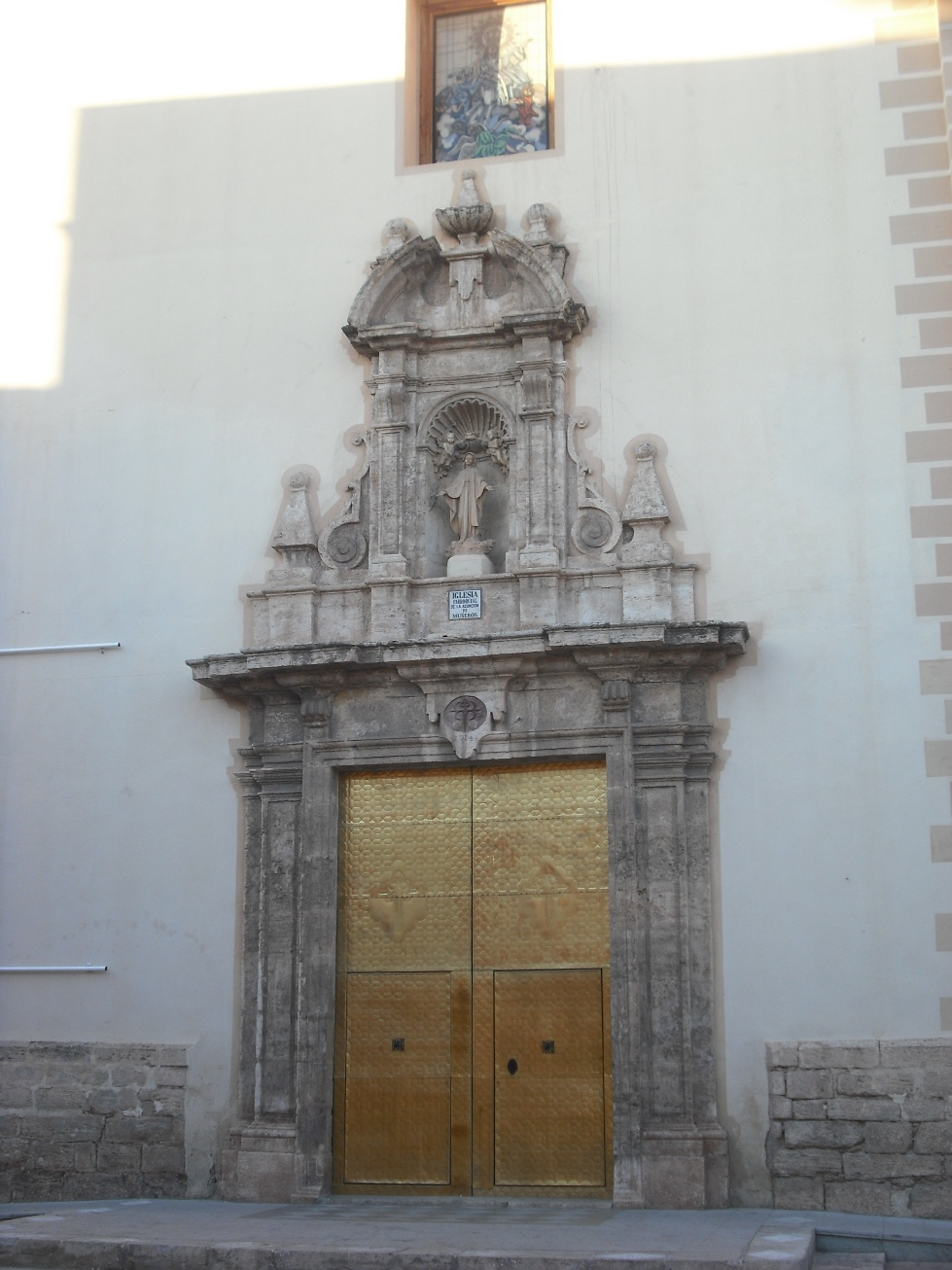
Portada de la iglesia de la Asunción

Cuenta con un campanario, junto a la fachada principal, de planta cuadrada, el cual tiene un conjunto de campanas característico de la comarca, con un grupo de tres más una campanilla para las señales. La grande es del año 1983, dedicada a la Virgen de la Asunción, la media fue refundida en 1969 y está dedicada al patrón San Roque, y la más pequeña es del año 1917.